# Fundació Josep Pallach
La Fundació Josep Pallach és una entitat sense ànim de lucre creada per promoure el debat, la investigació i el desenvolupament de l'educació en un sentit transversal i inclusiu. El lema de la Fundació és «Tothom educa, s'educa tothom; Fem xarxa» referint-se precisament a la funció educativa que han de tenir els diferents agents que coordinen l'activitat social (educació, política, cultura, esport, etc.) i a la necessitat que la projectin sobre tots els sectors socials sense exclusió. La Fundació porta el nom de Josep Pallach i Carolà (Figueres, 1920 – Esclanyà, 1977), pedagog i polític, professor de Ciències de l'Educació a la UAB (Bellaterra i Girona), cofundador de l'Escola de Mestres de Sant Cugat perquè els fundadors van considerar que era un exemple de mestratge obert i socialment compromès.
La Fundació Josep Pallach va ser impulsada per un grup de persones coneixedores del llegat docent del mestre i pedagog empordanès en el decurs de l'any 2010 i part del 2011, durant el qual la Fundació va ser constituïda legalment i en va ser escollit primer president l'impulsor, el mestre i psicòleg Josep Maria Soler i Prats. El dia 13 de gener de 2012, per tant, després de 35 anys de la mort de Josep Pallach, la Fundació va ser presentada públicament en un acte celebrat al Teatre Municipal de Palafrugell.

## Objectius
- Aglutinar el debat, la investigació, la docència i l'intercanvi d'experiències sobre la transversalitat de l'educació.[5]
- Apropar l'educació intencional (a l'escola o en activitats extraescolars –culturals, esportives o de lleure-) amb l'educació familiar i social.
- Vehicular aquests objectius mitjançant accions de formació (jornades, cursos, seminaris, tallers, debats, conferències, etc.), actuacions coordinades en un territori i/o un temps determinats, dur a terme estudis i recerques, i fer-ne difusió a través de publicacions i mitjans tant propis com aliens.[6]